# Billmuthausen

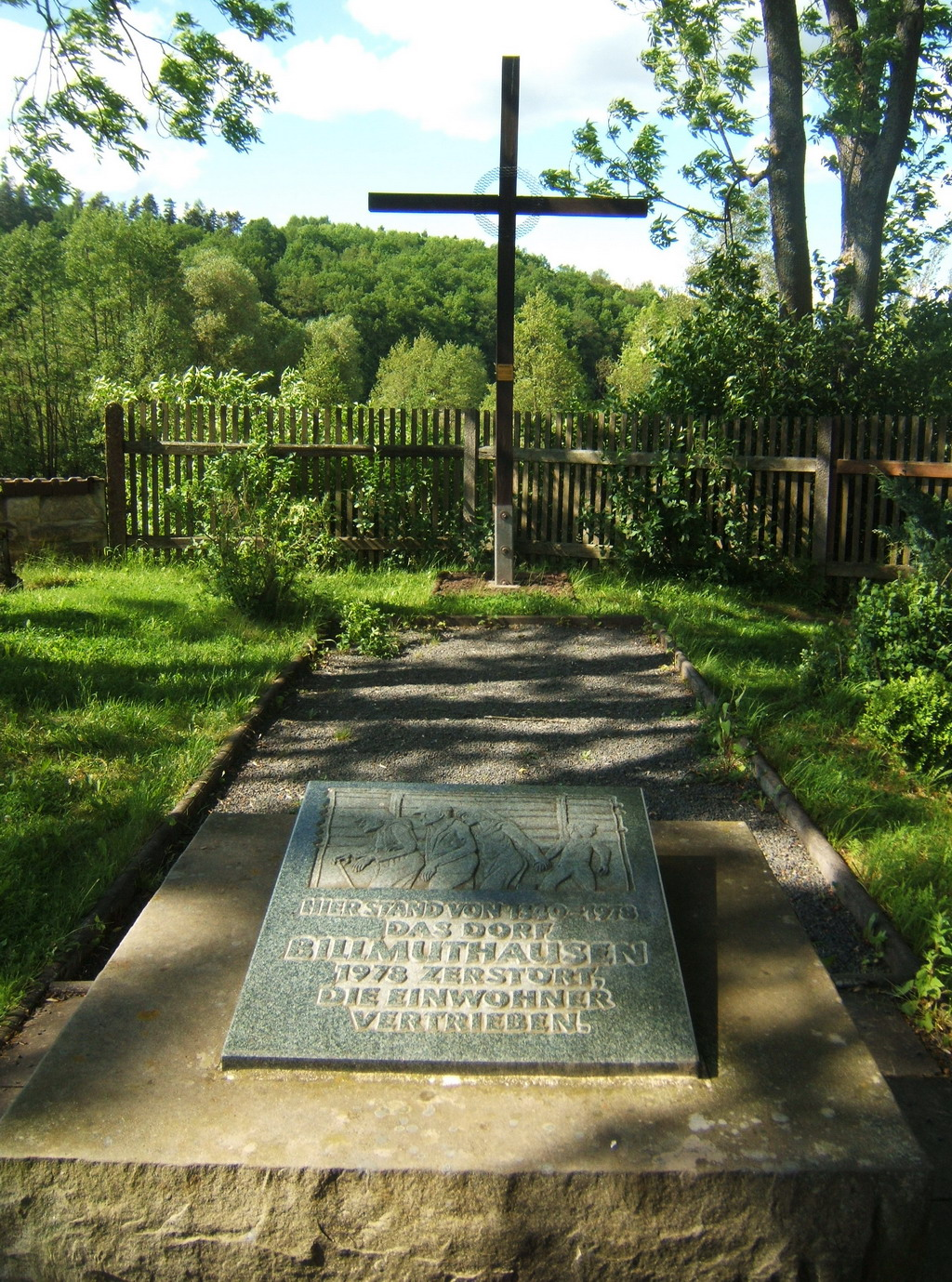
Gedenkstein und Kreuz neben der Gedächtniskapelle, Entwurf der Gedenkplatte von Martin Hänisch

Billmuthausen (auch Billmuthhausen) ist eine Wüstung im Ortsteil Bad Colberg der Stadt Heldburg im Landkreis Hildburghausen in Thüringen. Sie liegt am Fluss Rodach im Heldburger Land im äußersten Süden Thüringens zwischen Bad Colberg im Süden und dem bayerischen Gauerstadt im Norden.
Der Ort ist heute eine Gedenkstätte an der ehemaligen innerdeutschen Grenze.

## Geschichte

### Bis zum 18. Jahrhundert
1340 wurde Billmuthausen erstmals als „Billmuthehusen“ und 1528 als „Bylmethausen“ erwähnt. Das Dorf war im Kern ein Rittergut, ab Ende des 14. Jahrhunderts im Besitz der Herren von Lichtenstein. Zum Dorf gehörte eine Kirche, welche bis 1448 pfarrlich zu Heldburg und anschließend zu Ummerstadt gehörte. Nach dem Dreißigjährigen Krieg lag Billmuthausen, das zum Kirchsprengel Gauerstadt gehörte, wüst. Schulbezirk wurde Gauerstadt, ab 1835 dann Coburg. Billmuthausen besaß die niedere Gerichtsbarkeit.

### Vom 19. Jahrhundert bis zum Zweiten Weltkrieg
1840 standen in Billmuthausen 14 Häuser, eine Mühle und eine Kirche. Die Mühle hatte ein Mahl- und ein Schleifwerk, eine eigene Wasser- und Stromversorgung und ein Backhaus. Zusätzlich war eine Brennerei vorhanden. Das Rittergut umfasste etwa 226 Hektar landwirtschaftliche Nutzfläche und Wälder. Billmuthausen besaß ein altes und ein neues Herrenhaus.
1834 kaufte der Ökonom Rudolf Ludloff das Rittergut Billmuthausen, welches bis zur Enteignung 1945 im Familienbesitz blieb.
Billmuthausen gehörte bis 1918 zum Amt Heldburg im Herzogtum Sachsen-Meiningen, danach zum Land Thüringen. Am 1. Oktober 1936 wurde die Gemeinde in Bad Colberg eingegliedert.

### Sowjetische Besatzung nach dem Zweiten Weltkrieg
Die Geschichte des Dorfes nach dem Zweiten Weltkrieg wurde von der unmittelbaren Lage an der innerdeutschen Grenze bestimmt. Zunächst war Billmuthausen umkämpft, schließlich amerikanisch besetzt und dann rückte im Juli 1945 die Rote Armee gemäß Zonenprotokoll der Alliierten in das Dorf ein. Der Gutsbesitzer Hermann Ludloff wurde kurz danach (noch im Juli) von zwei deutschen Hilfspolizisten (ehemaligen Tagelöhnern des Besitzers) verhaftet und im Speziallager Nr. 2 Buchenwald inhaftiert. Bald danach – Anfang August – wurde er dort erschossen, während seine Familie nach Rügen deportiert wurde. Das Rittergut wurde im September 1945 enteignet. Das Land wurde während der Bodenreform verteilt. 1948 wurde auf Befehl der russischen Besatzungsmacht (SMAD-Befehl 209 vom 9. September 1947) das 1841 erbaute Gutshaus abgerissen.

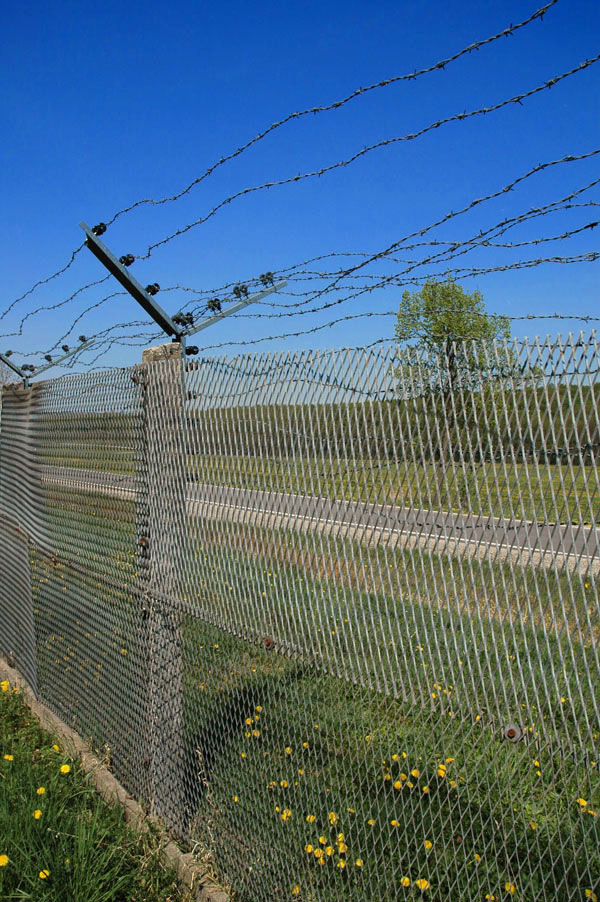
Grenzzaun im Deutsch-deutschen Freilandmuseum bei Behrungen

### DDR
Ab 1952 lag Billmuthausen in der von den DDR-Behörden geschaffenen Sperrzone. Im gleichen Jahr flüchteten sieben Familien mit 34 Personen und aller beweglichen Habe über die Grenze nach Bayern. Beim militärischen Ausbau der Grenze wurde das Wehr für den Mühlgraben zerstört und damit der Mühle das Wasser abgegraben. 1961 wurden zwei Familien zwangsausgesiedelt (Aktion Kornblume). 1965 ordneten die Behörden während der urlaubsbedingten Abwesenheit des Pfarrers den Abriss der baufällig gewordenen Dorfkirche an. Die Grenzanlagen wurden direkt hinter dem Dorf gebaut. Nachdem der sogenannte Signalzaun errichtet worden war, der 500 Meter vor der Grenze verlief, waren die Mühle und die Bergkeller vom Dorf getrennt; sie befanden sich noch näher an der Grenze. Die Bewohner der Mühle mussten jedes Mal anrufen, wenn sie von zuhause weggingen oder zurückkehrten, damit sie durch den Signalzaun durchgelassen wurden.
1977 ließen die Behörden die Mühle abreißen und verkündeten die vollständige Räumung des Dorfes. Haus für Haus wurde geräumt und danach sofort abgerissen. 1978 deportierte man die letzte Familie und schleifte das Dorf vollständig. Die Räumung des Friedhofs war geplant, wurde aber wegen des Widerstands der ehemaligen Bewohner nicht vollzogen. Aus dem thüringischen Dorf Billmuthausen wurde eine Wüstung.
In Telefonbüchern, Atlanten und anderen Verzeichnissen der DDR wurde der Billmuthausen auch nach der Wüstlegung weitergeführt. Der Eintrag im letzten DDR-Postleitzahlenverzeichnis lautete DDR-6111 Billmuthausen Post Bad Colberg; er wurde unverändert im Juni 1990 ins erste gesamtdeutsche Postleitzahlenverzeichnis übernommen. Selbst als 1993 für Deutschland neue fünfstellige Postleitzahlen eingeführt wurden, bekam Billmuthausen die neue Postleitzahl 98663 zugewiesen.

## Einwohnerzahl
- 1814 bestand Billmuthausen aus 14 Wohnhäusern und hatte 41 Bewohner.[3]
- 1827 bestand Billmuthausen aus 15 Wohnhäusern und hatte 65 Bewohner.[8]
- 1844 bestand Billmuthausen aus 14 Wohnhäusern und hatte 74 Bewohner.[9]
- 1857 bestand Billmuthausen aus 14 Wohnhäusern und hatte 69 Bewohner.[10]

## Billmuthausen nach 1990
Vorhanden sind noch der Friedhof und ein Transformatorenturm. Erhalten geblieben sind auch die beiden Kirchenglocken (heute im Otto-Ludwig-Museum in Eisfeld) und sakrale Gegenstände der Kirche (in kirchlicher Verwahrung). Ein 1994 gegründeter Förderverein Gedenkstätte Billmuthausen pflegt die Überreste der Dorfanlage. Er stellte 1992 auf dem Friedhof einen Gedenkstein auf (Entwurf: Martin Hänisch, Steinmetz: Kurt Speer), baute 2004 eine Gedenkkapelle und errichtete ein Mahnkreuz. Der alte Transformatorenturm wurde rekonstruiert und der Dorfbrunnen wiedererrichtet.
Ein nahebei auf dem Finkenberg erhalten gebliebener Grenzwachturm wurde vom Deutschen Kuratorium zur Förderung von Wissenschaft, Bildung und Kultur im Jahre 2003 erworben und stellt seither das Artenschutz-, Forschungs- und Fledermauszentrum Billmuthausen dar. Zur Erinnerung an die Billmuthäuser Mühle ließ der Förderverein der Gedenkstätte im September 2005 einen drei Tonnen schweren Mühlstein aufstellen. Außerdem wurde die Gedenkstätte durch drei neue Informationstafeln erweitert.

Die Inschrift auf dem Gedenkstein lautet:

„Hier stand von 1340 bis 1978 das Dorf Billmuthausen. 1978 zerstört, die Einwohner vertrieben.“

Im Jahr 2013 kam es zu Vandalismus-Anschlägen auf die Gedenkstätte.

## Glockenweihe 2014
Der Förderverein Billmuthausen (Vorsitzender: Rüdiger Stengel, Coburg) ließ die für 50 Jahre verstummten beiden Glocken der Billmuthäuser Kirche reparieren; sie sollen bei bestimmten Anlässen wieder in Billmuthausen läuten. Am 31. Mai 2014 fand während eines feierlichen ökumenischen Open-Air-Gottesdienstes mit über 150 Teilnehmern in der Gedenkstätte Billmuthausen die Glockenweihe statt. Die beiden Bronze-Glocken Glaube und Hoffnung werden ständig im Otto-Ludwig-Museum Eisfeld aufbewahrt, zu derartigen Anlässen nach Billmuthausen gebracht und auf transportablen Glockenstühlen geläutet.